# Noce blanche
Noce blanche è un film del 1989 diretto da Jean-Claude Brisseau.

## Trama
Saint-Étienne: Mathilde Tessier, una studentessa diciassettenne fragile e solitaria, entra in crisi e spesso marina la scuola. Un giorno si sente male alla fermata dell'autobus, dove il suo quarantasettenne professore di filosofia, François Hainaut, la soccorre e la porta in una casa dove vive disordinatamente. Non ha mai ricevuto un'educazione tradizionale: una madre alle prese con ripetuti tentativi di suicidio, un padre sempre assente e due fratelli tossicodipendenti l'hanno lasciata presto sola. Già alle soglie dell'adolescenza si è prostituita per sopravvivere ed è entrata a sua volta nel giro della droga.
Il professore riconosce in lei un talento raro e una sensibilità particolare, uniti a un precoce senso di disillusione. Convinto del suo potenziale, la sprona a continuare gli studi, offrendosi di seguirla quotidianamente per farla migliorare in matematica ed inglese. Così, da caso disperato Mathilde si trasforma in una brava allieva. Per la ragazza, l'incontro con il professore rappresenta l'incursione in un mondo di emozioni nuove e profonde, e la stessa evoluzione interiore percorre l'uomo. La loro affinità, sempre più intima, sfocia così in una relazione amorosa.
Presto Catherine, moglie del professore, si accorge di quanto accade e si prende una pausa di riflessione mentre l'idillio tra gli amanti continua. A poco a poco, però, François prende coscienza dell'impossibilità della loro storia. La realtà frappone troppi ostacoli e, inoltre, non si sente autorizzato a rovinare una vita così giovane. Mathilde finge di accettare e Hainaut riprende la sua vita coniugale, ma la ragazza comincia a stuzzicarlo facendosi vedere in atteggiamenti intimi con un presunto fidanzato. Al telefono, minaccia e insulta Catherine, e arriva a farla tamponare da un complice e a farle distruggere la libreria in cui lavora. Hainaut, furente, irrompe nella classe d'inglese da cui preleva con la forza Mathilde ma poi, rimasti soli, fanno l'amore in un'aula in cui finiscono con l'essere visti da tutta la scuola.
Il giorno dopo la madre di Mathilde si suicida e il professore viene trasferito a Dunkerque, lasciando a Catherine, che non l'ha perdonato, la casa di Saint-Étienne. Passato quasi un anno, Hainaut riceve una telefonata: la signorina Tessier si è lasciata morire. Per due mesi non è uscita di casa, rimanendo alla finestra della sua stanza, da cui si vede l'aula di François. La polizia contatta il professore perché suo è l'indirizzo che la ragazza ha vergato sulla quarta di copertina di un libro di Hainaut. Questi, sconsolato, si prostra a terra sulla spiaggia, davanti all'oceano.

## Riconoscimenti
- 1990 - Premio César
  - Premio César per la migliore promessa femminile a Vanessa Paradis[1]
- 1990 - Premio Romy Schneider a Vanessa Paradis[2]